# Зигфрид Ландер фон Шпонхейм
Зигфрид Ландер фон Шпонхейм (нем. Siegfried Lander von Sponheim; (? — 31 марта 1424) — магистр Ливонского ордена с 1415 года и по 1424 год.

## Биография
В 1411—1413 годах Зигфрид Ландер фон Шпонхейм занимал должность комтура (командора) Мариенбурга (Алуксне). В 1413 году был назначен комтуром Феллина (Вильянди). В августе 1415 года после смерти ливонского магистра Дитриха фон Торка Феллинский командор Зигфрид Ландер фон Шпонхейм был новым ландмейстером Тевтонского Ордена в Ливонии. Занимал свою должность девять лет.
В 1417 году был заключен 10-летний мирный договор между Ливонским Орденом и Псковской республикой.
В 1420 году между Ливонским Орденом и Новгородской республикой был заключен новый мирный договор. Новгородские и ливонские послы встретились для переговоров на берегах реки Нарова, где был заключен «вечный мир». Ливонский магистр Зигфрид Ландер фон Шпонхейм отправил для ратификации договора в Новгород Феллинского командора и нарвского фогта.